# Brudelys-slægten
Brudelys-slægten (Butomus) er en monotypisk slægt med kun én art. Det er vandplanter med opret vækst, trekantede skud og endestillede skærme med lyserøde, duftende blosmter. Se den nærmere beskrivelse under nedennævnte art.
| Arter |

- Brudelys (Butomus umbellatus)